# Lloyd Bacon
Lloyd Francis Bacon (San Jose, 4 de dezembro de 1889 – Burbank, 15 de novembro de 1955) foi um diretor e ator do cinema norte-americano.

## Biografia
Bacon iniciou sua carreira atuando em filmes com Charles Chaplin e Broncho Billy Anderson, atuou em mais de 40 filmes.
Dirigiu mais de cem filmes na sua carreira, sendo mais conhecido por grandes musicais da Warner na década de 1930.
Foi casado duas vezes e teve dois filhos. Morreu aos 65 anos de Hemorragia cerebral.

## Filmografia
Como diretor
| - 1954 - She Couldn't Say No - 1953 - The French Line - 1953 - Walking My Baby Back Home - 1953 - The Great Sioux Uprising - 1953 - The I Don't Care Girl - 1951 - Golden Girl - 1951 - The Frogmen - 1951 - Call Me Mister - 1950 - The Fuller Brush Girl - 1950 - Kill the Umpire - 1950 - The Good Humor Man - 1949 - Miss Grant Takes Richmond - 1949 - It Happens Every Spring - 1949 - Mother Is a Freshman - 1948 - An Innocent Affair - 1948 - Give My Regards to Broadway - 1948 - You Were Meant for Me - 1947 - I Wonder Who's Kissing Her Now - 1946 - Home Sweet Homicide - 1946 - Wake Up and Dream - 1945 - Captain Eddie - 1944 - Sunday Dinner for a Soldier - 1944 - The Sullivans - 1943 - Action in the North Atlantic - 1942 - Silver Queen - 1942 - Wings for the Eagle - 1942 - Larceny, Inc. - 1941 - Navy Blues - 1941 - Affectionately Yours - 1941 - Footsteps in the Dark - 1941 - Honeymoon for Three - 1940 - Knute Rockne All American - 1940 - Brother Orchid - 1940 - Three Cheers for the Irish - 1939 - Invisible Stripes - 1939 - A Child Is Born - 1939 - Espionage Agent - 1939 - Indianapolis Speedway - 1939 - The Oklahoma Kid - 1939 - Wings of the Navy - 1938 - Boy Meets Girl - 1938 - Racket Busters - 1938 - Cowboy from Brooklyn - 1938 - A Slight Case of Murder - 1937 - Submarine D-1 - 1937 - San Quentin - 1937 - Ever Since Eve - 1937 - Marked Woman - 1936 - Gold Diggers of 1937 - 1936 - Cain and Mabel - 1936 - Sons o' Guns - 1935 - Frisco Kid - 1935 - The Irish in Us - 1935 - Broadway Gondolier - 1935 - In Caliente - 1935 - Devil Dogs of the Air - 1934 - 6 Day Bike Rider - 1934 - Here Comes the Navy - 1934 - A Very Honorable Guy - 1934 - He Was Her Man - 1934 - Wonder Bar - 1933 - Son of a Sailor - 1933 - Footlight Parade - 1933 - Mary Stevens, M.D. - 1933 - Picture Snatcher | - 1933 - 42nd Street - 1932 - You Said a Mouthful - 1932 - Crooner (filme) - 1932 - Miss Pinkerton - 1932 - The Famous Ferguson Case - 1932 - Alias the Doctor - 1932 - Fireman, Save My Child - 1931 - Manhattan Parade - 1931 - Honor of the Family - 1931 - Gold Dust Gertie - 1931 - Sit Tight - 1931 - Kept Husbands - 1931 - 50 Million Frenchmen - 1930 - The Office Wife - 1930 - Moby Dick (1930) - 1930 - A Notorious Affair - 1930 - She Couldn't Say No - 1930 - The Other Tomorrow - 1929 - So Long Letty - 1929 - Say It with Songs - 1929 - Honky Tonk - 1929 - No Defense - 1929 - Stark Mad - 1928 - The Singing Fool - 1928 - Women They Talk About - 1928 - The Lion and the Mouse - 1928 - Pay as You Enter - 1928 - The Question of Today - 1927 - Brass Knuckles (filme) - 1927 - A Sailor's Sweetheart - 1927 - The Heart of Maryland - 1927 - White Flannels - 1927 - Smith's Customer - 1927 - Finger Prints - 1926 - Private Izzy Murphy - 1926 - A Prodigal Bridegroom - 1926 - Broken Hearts of Hollywood - 1926 - Two Lips in Holland - 1926 - Circus Today - 1926 - Meet My Girl - 1926 - The Funnymooners - 1926 - Wide Open Faces - 1925 - The Window Dummy - 1925 - Isn't Love Cuckoo? - 1925 - Take Your Time (filme) - 1925 - Good Morning, Madam! - 1925 - A Rainy Knight - 1925 - Hurry, Doctor! - 1925 - Good Morning, Nurse - 1925 - He Who Gets Smacked - 1925 - Merrymakers - 1925 - The Raspberry Romance - 1925 - The Wild Goose Chaser - 1925 - Empty Heads - 1924 - Don't Fail - 1924 - Wedding Showers - 1924 - Good Morning - 1923 - Radio Romeo - 1923 - F.O.B. - 1923 - Uneasy Feet - 1923 - Extra! Extra! - 1923 - No Luck - 1923 - The Host (1923) - 1922 - The Educator - 1922 - The Speeder |

Como ator
- 1935 - Broadway Gondolier
- 1927 - Love's Languid Lure
- 1925 - There He Goes
- 1924 - Killing Time (filme)
- 1923 - The Optimist
- 1923 - Extra! Extra!
- 1923 - No Luck
- 1922 - The Speeder
- 1922 - Smudge
- 1921 - Hearts and Masks
- 1921 - Hands Off
- 1921 - The Road Demon
- 1921 - The Greater Profit
- 1920 - The Broken Gate
- 1920 - The Kentucky Colonel
- 1920 - The Girl in the Rain
- 1920 - Miss Nobody
- 1920 - The Midlanders
- 1919 - The Feud
- 1919 - Vagabond Luck
- 1919 - The House of Intrigue
- 1919 - The Blue Bonnet
- 1919 - Wagon Tracks
- 1919 - Square Deal Sanderson
- 1917 - The Grave Undertaking
- 1917 - His Fatal Move
- 1917 - Two Laughs
- 1917 - His Thankless Job
- 1917 - A Hotel Disgrace
- 1917 - A Dark Room Secret
- 1917 - Easy Street
- 1916 - Taking the Count
- 1916 - A Waiting Game
- 1916 - The Rink
- 1916 - Behind the Screen
- 1916 - The Vagabond
- 1916 - The Fireman
- 1916 - The Floorwalker
- 1916 - The Book Agent's Romance
- 1916 - Her Lesson
- 1915 - A Christmas Revenge
- 1915 - Snakeville's Champion
- 1915 - The Escape of Broncho Billy
- 1915 - The Burglar's Godfather
- 1915 - Broncho Billy's Love Affair
- 1915 - It Happened in Snakeville
- 1915 - A Night in the Show
- 1915 - Wine, Women and Song
- 1915 - The Night That Sophie Graduated
- 1915 - Broncho Billy's Cowardly Brother
- 1915 - Broncho Billy Evens Matters
- 1915 - When Snakeville Struck Oil
- 1915 - Broncho Billy Misled
- 1915 - The Convict's Threat
- 1915 - Broncho Billy and the Card Sharp
- 1915 - Broncho Billy and the Lumber King
- 1915 - A Quiet Little Game
- 1915 - Broncho Billy Begins Life Anew
- 1915 - Versus Sledge Hammers
- 1915 - Broncho Billy's Marriage
- 1915 - Broncho Billy Steps In
- 1915 - The Bank
- 1915 - Broncho Billy's Protégé
- 1915 - Broncho Billy and the Posse
- 1915 - Broncho Billy and the Land Grabber
- 1915 - The Bachelor's Burglar
- 1915 - His Regeneration
- 1915 - The Tramp (filme)
- 1915 - A Jitney Elopement
- 1915 - In the Park
- 1915 - The Champion
- 1915 - Broncho Billy's Brother
- 1915 - Broncho Billy's Greaser Deputy
- 1914 - His Taking Ways